# エルミナージュIII 〜暗黒の使徒と太陽の宮殿〜
『Elminage III ～暗黒の使徒と太陽の宮殿～』（エルミナージュ3 あんこくのしととたいようのきゅうでん）は、スターフィッシュから発売されたロールプレイングゲームである。2011年8月にPlayStation Portable用ソフトとして発売された。また、2017年7月12日にはジョイフルテーブルから移植版としてニンテンドー3DS用ダウンロードソフトが発売された。

## 概要
スターフィッシュが2008年に発売したダンジョン探索型3DRPG『エルミナージュ』シリーズの3作目である。今回の舞台はかつて神域から見捨てられた地(廃地)「ライナル・マノザ」である。ジョイフルテーブルにより再販された。
今作では『エルミナージュ2』より導入されたフェイスロードに加えて、キャラのバストアップ画像を取り込み・表示するスタイルロード、好きなBGMを利用できるサウンドロード、プレイヤーキャラをボスに設定するオリジナルダンジョンを自動的に生成するダンジョンロードといった新システムが導入されている。他、職業に応じて1つだけ付与できるエクストラスキル、昼夜の概念も導入されている。

## ストーリー
はるか昔、突如大地から光が消え、闇の眷属に現れた。そのとき、光をもたらさんと太陽神ラーファが現れる。ラーファは天空の太陽宮に座し、そこからの浄化の光によって闇を払い、人々の暮らしにぬくもりと繁栄をもたらした。
しかし、太陽宮から発せられる光は少しずつ暗くなり始めていた。それに呼応して再び闇の眷属が動き始める。ラーファ信仰の中心である星都ルミステネスはこの異変を察知し、太陽宮の詳細な観測を行ったところ「闇の眷属が太陽宮を乗っ取り、大地から光を奪おうとしている」という恐るべき事態が進行していることが判明する。この未曾有の危機を前に、星都ルミステネスは各地の有力者に使いを送る。
エルフの皇帝リアンナが統治するロスカディル帝国は報告を受けると開発中の魔空挺による太陽宮の奪還を計画する。オーガとゴブリンたちの首領であるフルグラントは太陽宮ごと巨大な大砲で撃墜することを思いつく。そして、城塞都市アルグランツを治める人間の王バルゲルトは、かつてラーファが太陽宮に上ったとされる光の階段を復活させることを検討する。しかし、はるか昔の伝説のため、手がかりすら見つからない。そこで軍だけではなく冒険者たちにもお触れを発する。
「伝説の光の階段を復活させ、太陽宮を奪還せよ。成し遂げた者には望むだけの褒美を与える。」
かくして、各地より冒険者達が集まったのであった……。

## 主な場所
城塞都市アルグランツ
人間の王バルゲルトによって統治されている都市国家。王の好みと魔物への備えから軍備に力を入れているが、基本的にはのどかな雰囲気の街。住民の多くは人間だが、他の種族も少なくない。そのせいか種族間の対立のようなものは(少なくとも目に見えるようなものは)ない。宿屋・訓練所・教会などがあり、プレイヤーの拠点でもある。
ロスカディル帝国
エルフの皇帝リアンナが統治する魔導都市。エルフが住民の中心。緑豊かだが、錬金術による技術開発も盛んに行われている。
星都ルミステネス
太陽神ラーファ信仰の中心地で、占星術と天体観測が盛んな街。政治的には中立で、時に各国の王が集まり、会談を行う。ゲーム中のヒントを購入したり、キーアイテムを探すコンパスに光を宿すことのできる場所でもある。
オーグルベイ
オーガとゴブリンが住む城砦で、古い時代からの知識を継承している場所でもある。この地の王はオーガのフルグラント。なお、ここはダンジョン扱いされており、戦闘もある。
街道都市テリドン
砂漠のオアシスを中心とした商業都市。街を取り仕切るのは豪商バージェフ。活気ある街だが悪所も多く、警備兵の活動にもかかわらず治安はあまりよくない。
エルミナージュ
この大地とは異なる場所にある神々の書庫。司書のヒズベルトが冒険者たちにいろいろな便宜を図る。

## 主要人物

### アルグランツ
バルゲルト
アルグランツ国王。人間。自らを戦時の王と称しており、軍事以外のことは信頼した家臣に任せている。
フェーナ
訓練所の教官。礼儀正しく面倒見はいいが、指導にやたら擬音語が入る。
ゼッポ
宿屋の主人。ドラゴニュート。面倒くさがりのため、冒険者を手間のかからない馬小屋に泊まらせたがる。
ミュシャ
酒場の看板娘。明るいが大雑把。「どんどーん」が口癖。
ジア
ケンベック商店の女主人。冒険者だった夫が持ち帰る品を夜通し鑑定したため、目つきが悪くなってしまったという逸話を持つ。
ハーディ
ルスト寺院の若き司教。商魂たくましい聖職者で、俗物ハーディとも呼ばれる。

### ロスカディル
リアンナ
ロスカディル帝国の女帝。エルフ。実験の失敗により半身を失う。下品なバルゲルトと自然派無能のオーガを毛嫌いしている。
ブラーノン
ロスカディル帝国の執政官。庭園で日がな一日ティータイムを楽しむ。
トナー
トナー武具店の店主で、ケンベック商店のジアの一人息子。人間。物書きと算術を覚えるとすぐにジアにねだり、ロスカディルに店を出した。わくわく大好きな少年。
マデュレー
魔空挺の開発責任者。有料で錬金術についても教えてくれる。

### 星都ルミステネス
ワットナー
各地の王を招集しての中央会議が行われる際の議長を務める。ノーム。大地のことを第一に考えるため、他の王とは少し異なる視点を持つ。
ナトリ
ラーファ神殿の占い師。有料でゲーム中のヒントを教えてくれる。また、キーアイテムを探すコンパスに光を宿すこともできる。他方、無類のギャンブル好きでトラブルを起こすこともあり、「ルミステネスの恥部」と呼ばれる。
メイリーン
天井観測基である星見の灯台の管理人。過去の出来事から冒険者を嫌っている。
ロッツ
ジャコビス術法堂の店主。ゴブリン。ゴブリンやオーガの閉鎖的な社会の中で埋もれていく知識を生かすためにルミステネスに店を開いている。

### オーグルベイ
フルグラント
オーガ・ゴブリンたちの頭領。見た目は恐ろしげだが、性格は気のいい親父。冒険者たちにも友好的である。

### テリドン
バージェフ
テリドンで実権を握る首長。愛をモットーとしているのだが、それを出会う者全てに強要する。
モルダー
テリドンの警備兵長。正義感がとても強い。冒険者たちに各地の依頼をまとめ、提供してもいる。

### 妖精の里・風の城・ミアスナ
ミーム
妖精の王。太陽神ラーファについてもよく知っているようだが、その口は堅く閉ざされている。
アギンタイトゥス
風の城と呼ばれる雲の古城で、太古から生きている龍。太陽神ラーファが太陽宮に上るのを見届けた。
アスナムチ
大陸の東にある御明棲那(ミアスナ)という城の主。東方文化の祖とも言われ、非常に古い知恵を持っている。

### エルミナージュ
ヒズベルト
神々の書庫であり、大地での全ての事象を記録するエルミナージュ機構の司書(責任者)。冒険者たちにも好意的に接する。

### その他
エレクトラ
ロスカディルの北西にあるペルペコの森の村で育った少女。エルフで錬金術師。怪物によって荒らされた村の再建費用の調達とそのための知識を求めて冒険者となる。幼い頃から共にすごしてきたユニコーンのミグらと共に各地を冒険している。
ボーナ
ペルペコの森に住む少女。アニブ(「アロブ」というモンスター)と共に暮らす。
ハノイ
各地で商売をしながら情報を仕入れている情報屋。
マンデルギウス
世界各地から優秀な若者が集うサントレア学府の特別講師。威風堂々とした虎の君主(自称ビーストロード)。冒険者たちに「勇者への道」と称する試練を課す。
エメラ
ロスカディルの南西に位置するレアンマカナ山脈でセラピーを行う謎の女性。
ターリット
ヴァルキリーの少女。人間。マイペースな性格で、それが思わぬトラブルになることも。イベントをこなすとプレイヤーキャラとして登録される。
サフィ
夜、トナー武具店に出没する謎の少女。人間。イベントをこなすとプレイヤーキャラとして登録される。職業は使用人。